# Аспелта
Аспелта (Аспалта) — царь Куша, древнего государства, расположенного на территории современного Судана. Правил между 593 до н. э. и 568 до н. э. (по другим оценкам приблизительно в 600 до н. э.—580 до н. э.).

## Биография

### Приход к власти
Аспелта был сыном фараона Сенкаманискена, который правил Кушем приблизительно с 643 до н. э. до 623 до н. э., и его жены Насалсы. После смерти отца трон перешёл к старшему брату Анламани, который царствовал до приблизительно 593 до н. э.. После смерти Анламани был создан комитет из 24-х старейшин (по 6 представителей от жрецов, писцов, армии и приближенных к власти) для выбора преемника из списка кандидатов. Избрание Аспалты не было автоматическим, возможно, потому, что у Анламани был сын (некоторые генеалогии указывает на существование некоего Анйкара). Аспалта был избран фараоном, сразу после чего он отправился в Напату на официальную коронацию. Известна стела, посвящённая казни жрецов, выступивших против коронации Аспелты.

### Царь Куша
В 592 до н. э. фараон Египта Псамметих II выступил в поход против царства Куш. Поход был предпринят, по-видимому, потому, что набиравший силу Аспалта угрожал египетскому влиянию в Верхнем Египте. Войско египтян захватило и разграбило Напату, похоже, из-за этого Аспалта перенёс столицу государства в Мероэ. Однако, несмотря на чувствительное поражение от египтян, Аспелта смог сохранить власть. Он умер более чем двадцать лет спустя, в 568 до н. э., и его сменил Аматалка (по-видимому, сын).
Гробница Аспалты находится в Нури (пирамида № 8), это второе по размеру захоронение в Нури. Гробница Аспалты была раскопана археологом Джорджем Рейснером в 1916 году. Перекрытия в гробнице оказались обрушены в древности, что оградило захоронение от грабителей. Большое количество артефактов с этих раскопок выставлено в Бостонском Музее изящных искусств. Дворец Аспалты был также раскопан Джорджем Рейснером в 1920 году.

## Галерея

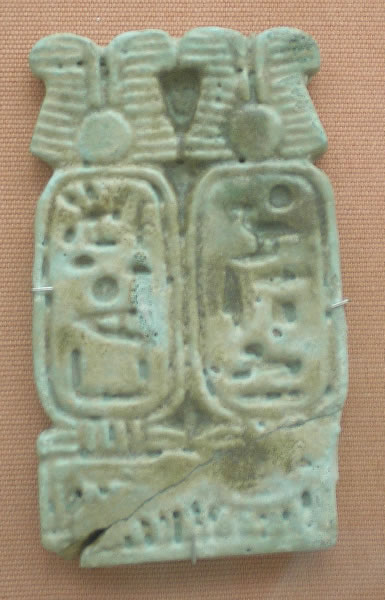
Картуш Аспелты.
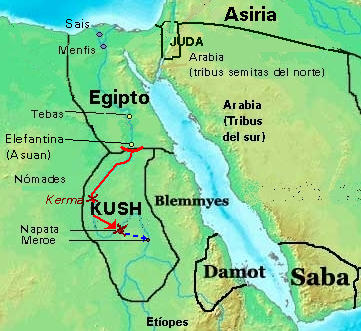
Карта Куша в царствовании Аспелты с маршрутами военной компании фараона Древнего Египта Псамметих II против царства Куш.
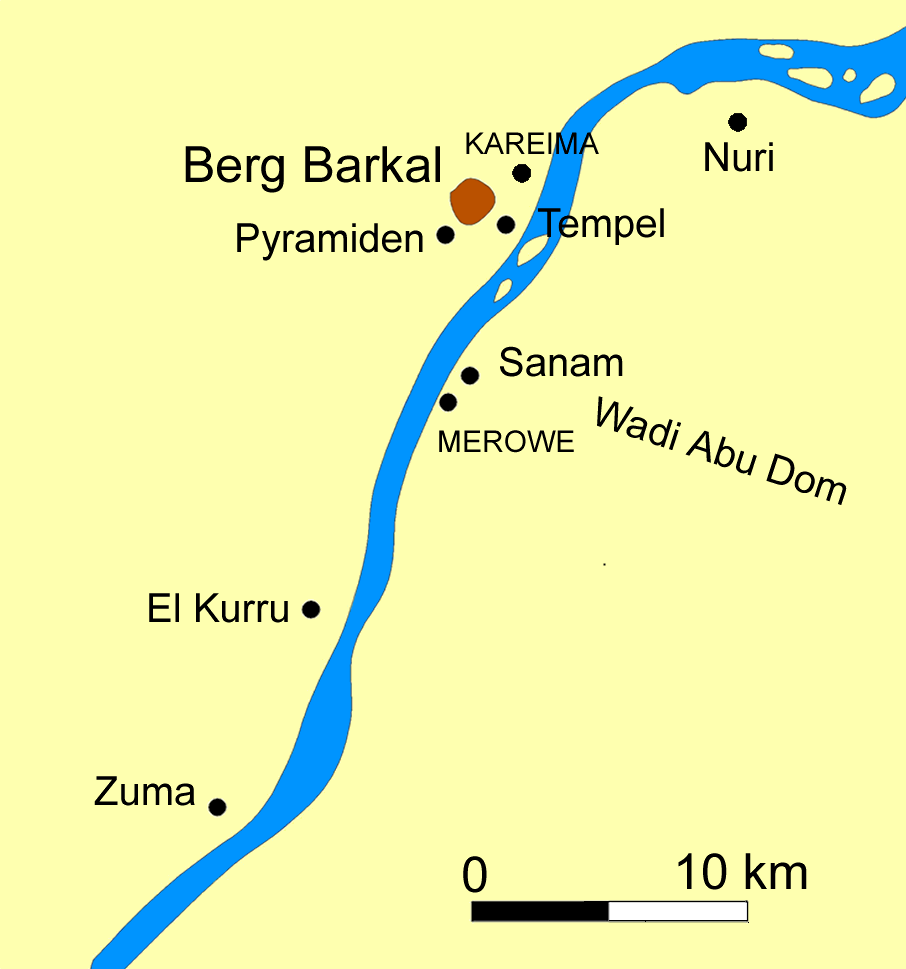
Карта Напаты и Нури.
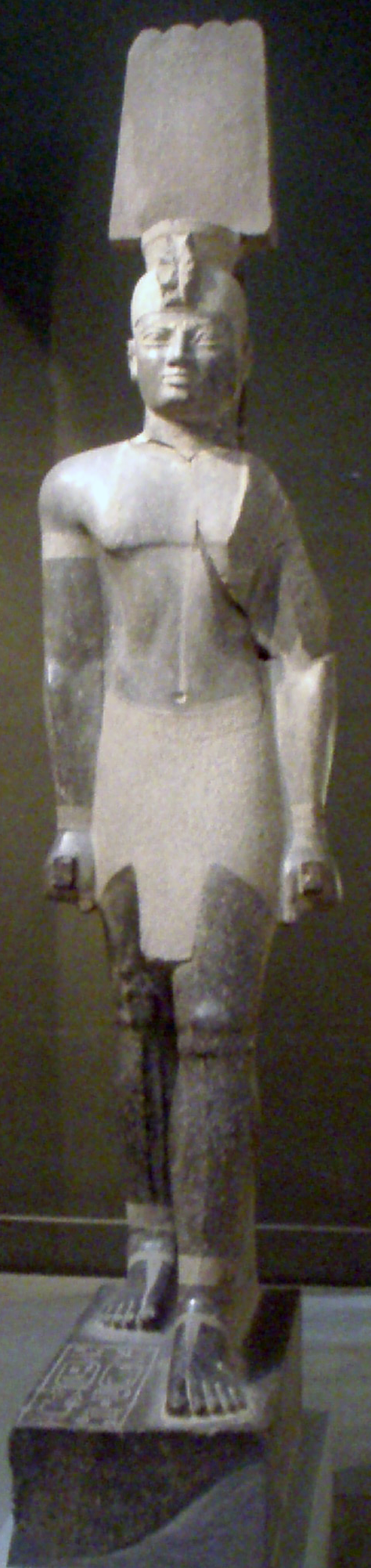
Статуя Аспелты из Джебель-Баркала.